# Louis-Julien-Jean Aulnette du Vautenet
Louis-Julien-Jean Aulnette du Vautenet, né le 4 septembre 1786 à Rennes et mort le 19 septembre 1853 à Meillac, est un peintre français.

## Biographie
Louis-Julien-Jean Aulnette du Vautenet est le fils de Louis Mathurin Aulnette, chevalier du Vautenet, capitaine de vaisseau au service de la Compagnie des Indes, et de Jeanne Louise Alexandrine Lechat de La Noë.

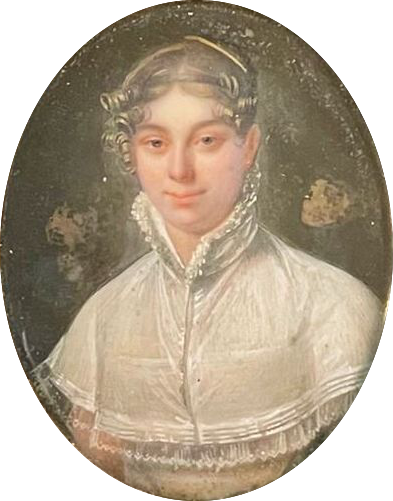
Portrait de Geneviève Lottin de Saint-Germain, épouse de Louis Aulnette du Vautenet

Il épouse en 1809, Alexandrine Françoise Geneviève Lottin de Saint-Germain, fille de Jean-Roch Lottin de Saint-Germain, imprimeur-libraire de la Ville de Paris, et d'Alexandrine Desprez.
Il s'engage dans une carrière militaire en 1814, obtient le grade de capitaine aide-major et sera élevé au rang de chevalier de la Légion d'honneur en 1825.
Sa carrière de peintre au Salon parisien commence en 1817 et se termine en 1833.
Il est membre du Conseil général d'Ille-et-Vilaine en 1852 et 1853.
Il meurt dans son manoir du Breil, à Meillac, à l'âge de 67 ans.
Son buste, réalisé par le sculpteur Dominique Molknecht, a été présenté à l'exposition de la Société libre des beaux-arts de Paris en 1831.

## Œuvres

### Collections publiques

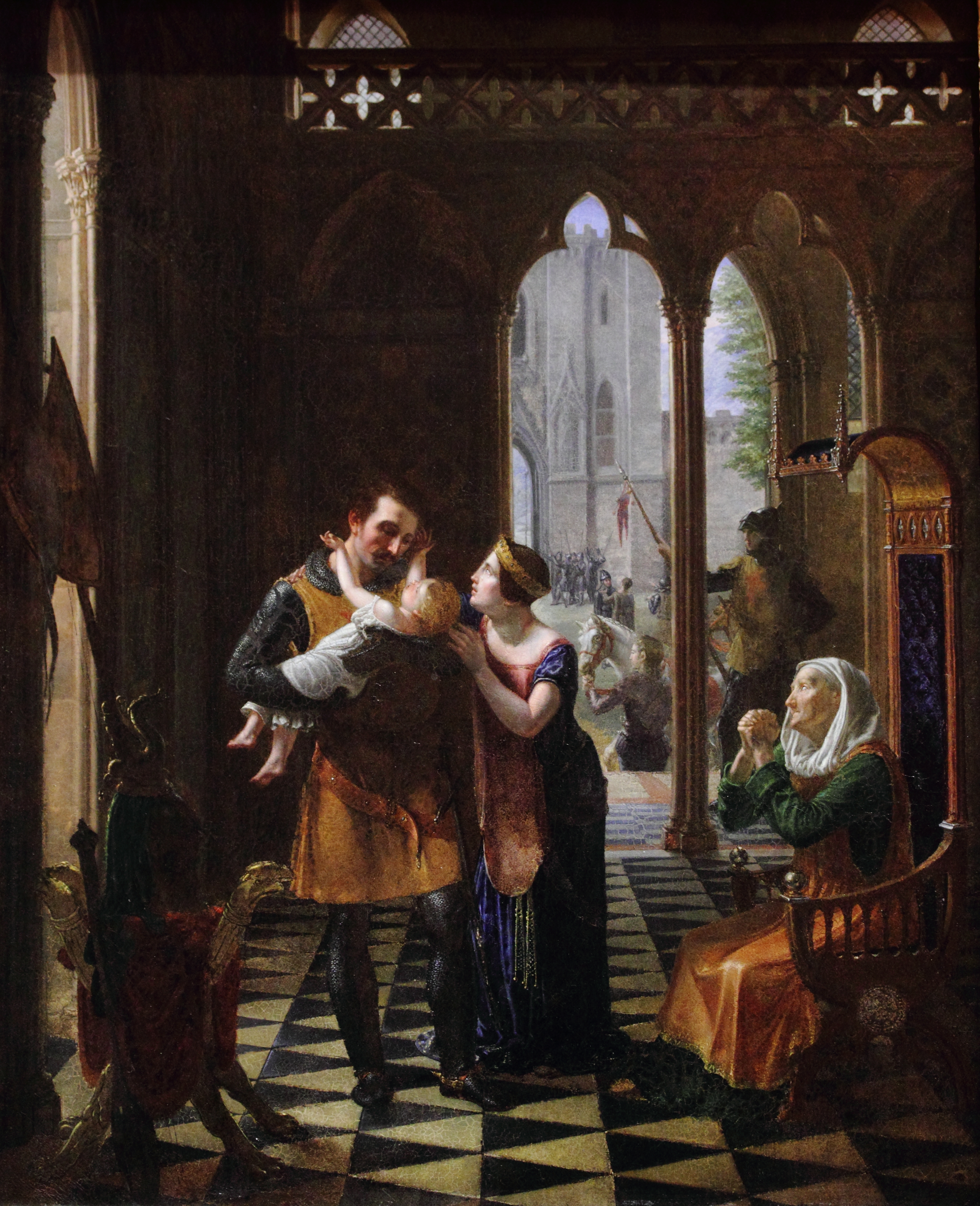
Le Départ du Croisé, 1818-1819, musée des Beaux-Arts de Rennes

- Lisieux, musée d'Art et d'Histoire : Le Sommeil de Psyché, 1831 (Salon de 1831, no 56), huile sur toile, 38 × 72 cm[7],[8];
- Meillac, église Saint-Martin : peintures ornementales et mobiliers (chaire à précher, autel, tabernacle, gradin d'autel, baldaquin d'autel)[9],[10];
- Rennes, musée des Beaux-Arts :
  - Le Départ du Croisé (Salon de 1819, no 27), huile sur toile, 46,7 × 38,7 cm[11];
  - Le Retour du Pèlerin, 1818, (Salon de 1819, no 28), huile sur toile, 46,7 × 38,5 cm[12];
  - La Reine Blanche de Castille délivrant les prisonniers, 1821 (Salon de 1822, no 37), huile sur toile, 92 × 130 cm[13].

### Envois aux Salons
- Salon de 1817 : Le Condamné à mort — Une heure encore... ! (no 12)
- Salon de 1819 :
  - Le Départ du Croisé (no 27), musée des Beaux-Arts de Rennes
  - Le Retour du Pèlerin (no 28), musée des Beaux-Arts de Rennes
- Salon de 1822 : Blanche de Castille (no 37), musée des Beaux-Arts de Rennes
- Salon de 1831 : Le Sommeil de Psyché (no 56), aussi présenté à l'exposition de la Société libre des beaux-arts de Paris (no 5)[14] ; musée d'Art et d'Histoire de Lisieux
- Salon de 1833 : François Ier faisant faire le portrait de la belle Féronnière par Léonard de Vinci (no 56)

Sélection d’oeuvres d'Aulnette du Vautenet
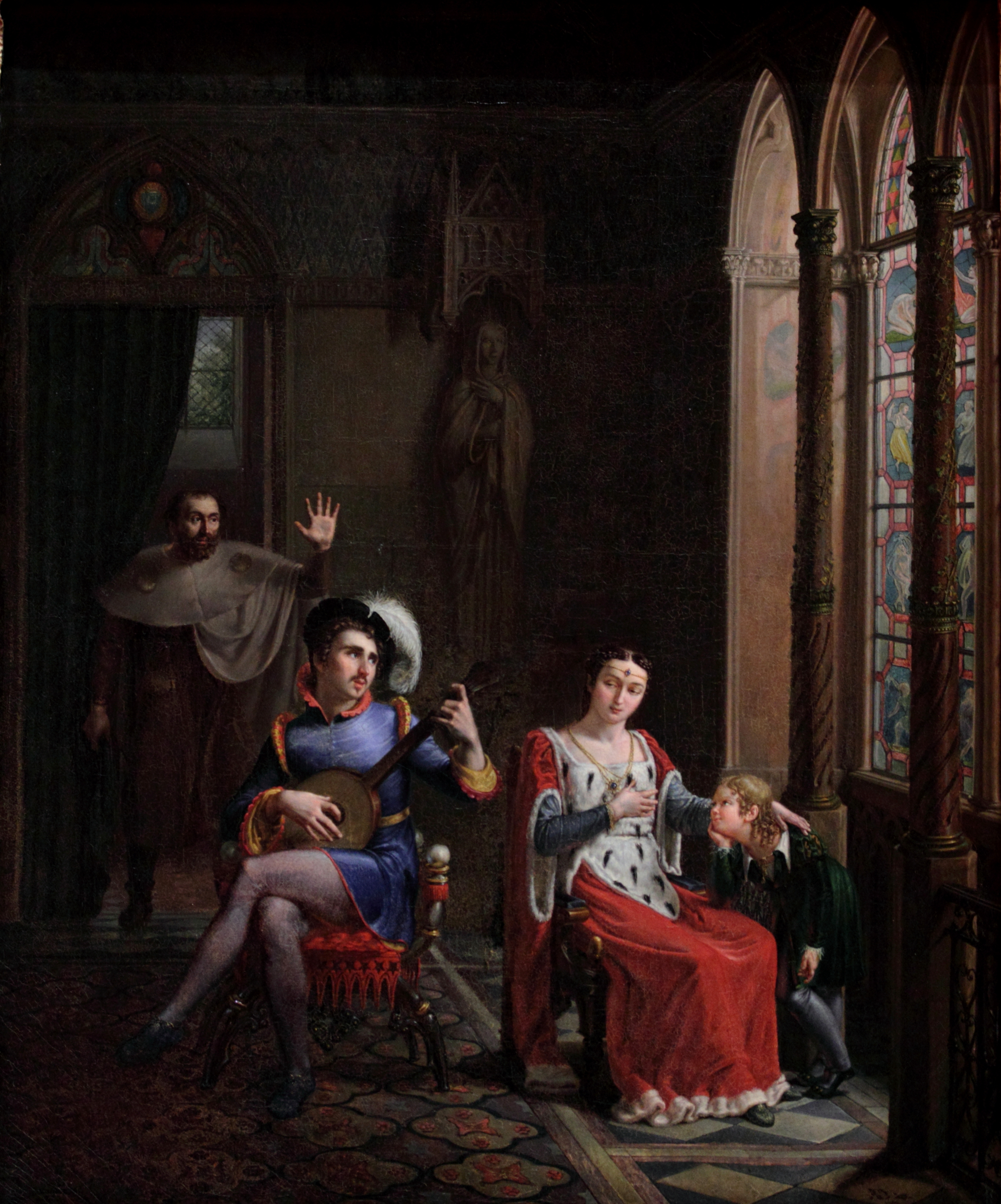
Le Retour du Pélerin, 1818, musée des Beaux-Arts de Rennes
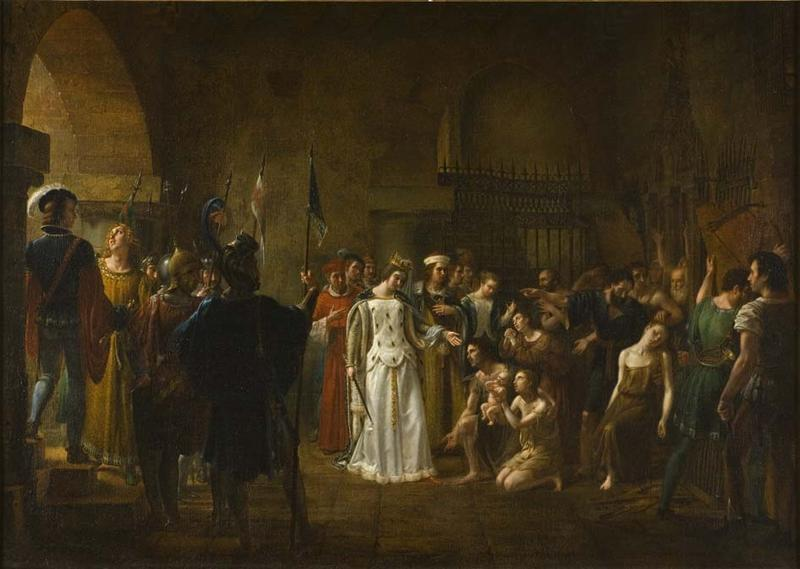
La Reine Blanche de Castille délivrant les prisonniers, 1821, musée des Beaux-Arts de Rennes
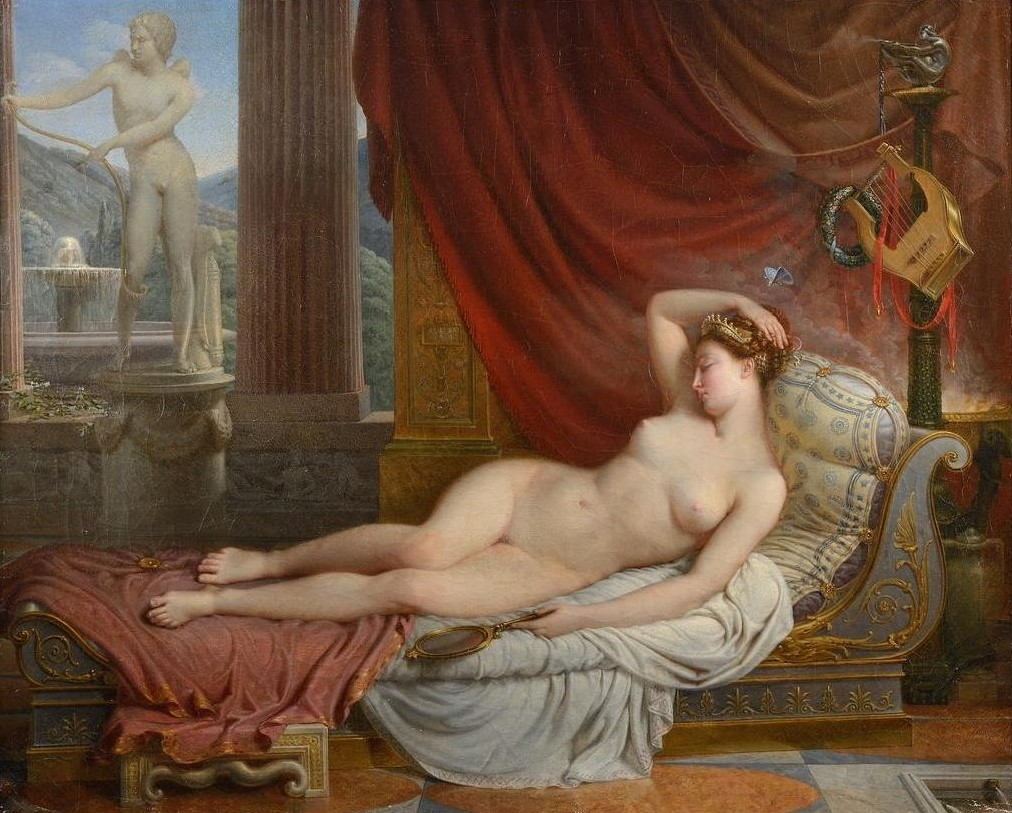
Le Sommeil de Psyché, 1831, musée d'Art et d'Histoire de Lisieux